# Mariusz Haładyj
Mariusz Haładyj (ur. 28 sierpnia 1978 w Krasnymstawie) – polski prawnik i urzędnik państwowy. W latach 2012–2015 podsekretarz stanu w Ministerstwie Gospodarki, w latach 2015–2018 podsekretarz stanu w Ministerstwie Rozwoju, w latach 2018–2019 podsekretarz stanu w Ministerstwie Przedsiębiorczości i Technologii, od 2019 prezes Prokuratorii Generalnej Rzeczypospolitej Polskiej.

## Życiorys
Absolwent studiów prawniczych na Wydziale Prawa, Prawa Kanonicznego i Administracji Katolickiego Uniwersytetu Lubelskiego oraz podyplomowo prawa spółek na Uniwersytecie Warszawskim. Ukończył także aplikację radcowską w stołecznej Okręgowej Izbie Radców Prawnych w Warszawie oraz aplikację kontrolerską w Najwyższej Izbie Kontroli.
Od 2002 praktykował w kancelarii adwokackiej, od 2003 w Najwyższej Izbie Kontroli. W 2006 odbył staż w Stałym Przedstawicielstwie RP przy Unii Europejskiej w Brukseli w Wydziale ds. Kontaktów Gospodarczych. W 2006 zatrudniony w Departamencie Kontroli Skarbowej w Wydziale Kontroli Gospodarowania Mieniem Skarbu Państwa Ministerstwa Finansów najpierw jako główny specjalista, a następnie jako naczelnik wydziału. Od 2008 pracownik sekretariatu ministra w Ministerstwie Gospodarki na stanowisku naczelnika wydziału ds. eksperckich, zaś od 2009 – wicedyrektora odpowiedzialnego za wydziały prawa gospodarczego i finansowego.
Następnie obejmował stanowiska podsekretarza stanu w ministerstwach związanych z biznesem: od 1 lutego 2012 do 16 listopada 2015 w Ministerstwie Gospodarki, od 8 grudnia 2015 do 15 stycznia 2018 w Ministerstwie Rozwoju (odpowiadając za handel, usługi i administrowanie obrotem) oraz od 16 stycznia 2018 w Ministerstwie Przedsiębiorczości i Technologii (odpowiadając m.in. za Konstytucję dla biznesu i pakiet 100 Zmian dla Firm).
W latach 2018–2019 członek Komisji Nadzoru Finansowego – przedstawiciel ministra właściwego do spraw gospodarki.
5 lutego 2019 powołany przez premiera Mateusza Morawieckiego na prezesa Prokuratorii Generalnej Rzeczypospolitej Polskiej.
Zna język angielski i rosyjski.